# Untere Wörpe
Die Untere Wörpe ist ein Naturschutzgebiet in den niedersächsischen Gemeinden Grasberg und Lilienthal im Landkreis Osterholz.

## Allgemeines
Das Naturschutzgebiet mit dem Kennzeichen NSG LÜ 362 ist etwa 68 Hektar groß. Es umfasst einen Teil des FFH-Gebietes „Untere Wümmeniederung, untere Hammeniederung mit Teufelsmoor“. Im Süden grenzt es an das Naturschutzgebiet „Untere Wümme“. In Lilienthal schließen sich die Teilflächen „Mittelholz“ bzw. „Butendieker Holz“ des Landschaftsschutzgebietes „Butendieker Gehölz“ an das Naturschutzgebiet an. Das Gebiet steht seit dem 26. September 2020 unter Naturschutz. Zuständige untere Naturschutzbehörde ist der Landkreis Osterholz.

## Beschreibung
Das Naturschutzgebiet erstreckt sich entlang des Flusslaufs der Wörpe von der Grenze zu den Gemeinden Tarmstedt und Wilstedt im Landkreis Rotenburg (Wümme) bis zur Mündung der Wörpe in die Wümme einschließlich der Uferbereiche sowie teilweise daran angrenzender Flächen sowie die Mündungsbereiche von Wilstedtermoorer Schiffgraben, Müllersdammgraben und Landwehrgraben. Die Wörpe durchfließt überwiegend landwirtschaftlich genutzte Flächen sowie die Siedlungsgebiete von Grasberg und Lilienthal. Sie ist im Bereich des Naturschutzgebietes überwiegend ausgebaut. Die Durchgängigkeit des Flusses ist durch eine noch vorhandene Stauanlage etwas oberhalb der Mündung in die Wümme unterbrochen. Diese soll durch eine Sohlgleite ersetzt werden. Oberhalb des Lilienthaler Ortsteils Trupermoor sind neben den Uferrandstreifen vielfach weitere Flächen in das Naturschutzgebiet einbezogen. Hierbei handelt es sich überwiegend um ehemalige landwirtschaftliche Nutzflächen, die aus der Nutzung herausgenommen und zur Gewässerrenaturierung teilweise umgestaltet wurden. Beim Lilienthaler Ortsteil Falkenberg ist die Postwiese, eine circa sieben Hektar große, ausgedeichte Fläche in das Naturschutzgebiet einbezogen. Dieser Bereich ist durch ein Feuchtgebiet mit teilweise offenen und teilweise mit Gehölzen bestandenen Flächen geprägt. Er dient auch als Retentionsraum bei Hochwasser.
Die Uferrandstreifen und weitere in das Naturschutzgebiet einbezogene Flächen werden von feuchten Hochstaudenfluren und Röhrichten sowie teilweise Feuchtgebüschen und Auwaldstrukturen eingenommen. Das Naturschutzgebiet beherbergt unter anderem Rebhuhn, Wachtel, Wachtelkönig, Kiebitz, Bekassine, Uferschnepfe, Großer Brachvogel und Rotschenkel. Es ist potentieller Lebensraum für den Fischotter. Die Wörpe beherbergt unter anderem Steinbeißer, Schlammpeitzger, Fluss- und Meerneunauge.
Das Naturschutzgebiet wird in Lilienthal von der Landesstraße 133 sowie mehreren weiteren öffentlichen Straßen und im Lilienthaler Ortsteil Trupermoor von der Landesstraße 154 gequert.